# 秋山惣一郎
秋山惣一郎（あきやま そういちろう）は、2018年より日刊スポーツ記者で、2017年までは朝日新聞社（神戸総局）の記者であった。　

## 略歴
秋山惣一郎は、1963年に東京都内で生まれた。朝日新聞社においては社会部、政治部、オピニオン編集部（政治担当次長）を担当し、2018年からは日刊スポーツの記者となった。

## 朝日新聞社勤務時の主な記事
- 「政治を話そう　ふたたび安倍政権」（2012年12月27日）
- 「心を一つに　気持ち悪い」（2013年7月13日、中村うさぎへのインタビュー）
- 「国境の島、右傾化しているの？」（2013年8月31日）（要旨：沖縄県与那国町で、自衛隊誘致を掲げる現職が町長選に勝利し、国防の最前線へ名乗りを上げた。対中国で強硬姿勢を示そうと保守反動勢力が動き出しているのか。島は右に傾き始めたのではないか？）

※秋山は日本が右傾化している前提で様々な人のインタビュー記事を掲載している傾向があると一部では指摘されている。